# Franz Heinrich Erich II. von Lepel

Gutsherr Franz Heinrich Erich von Lepel (1803–1877) auf Wieck

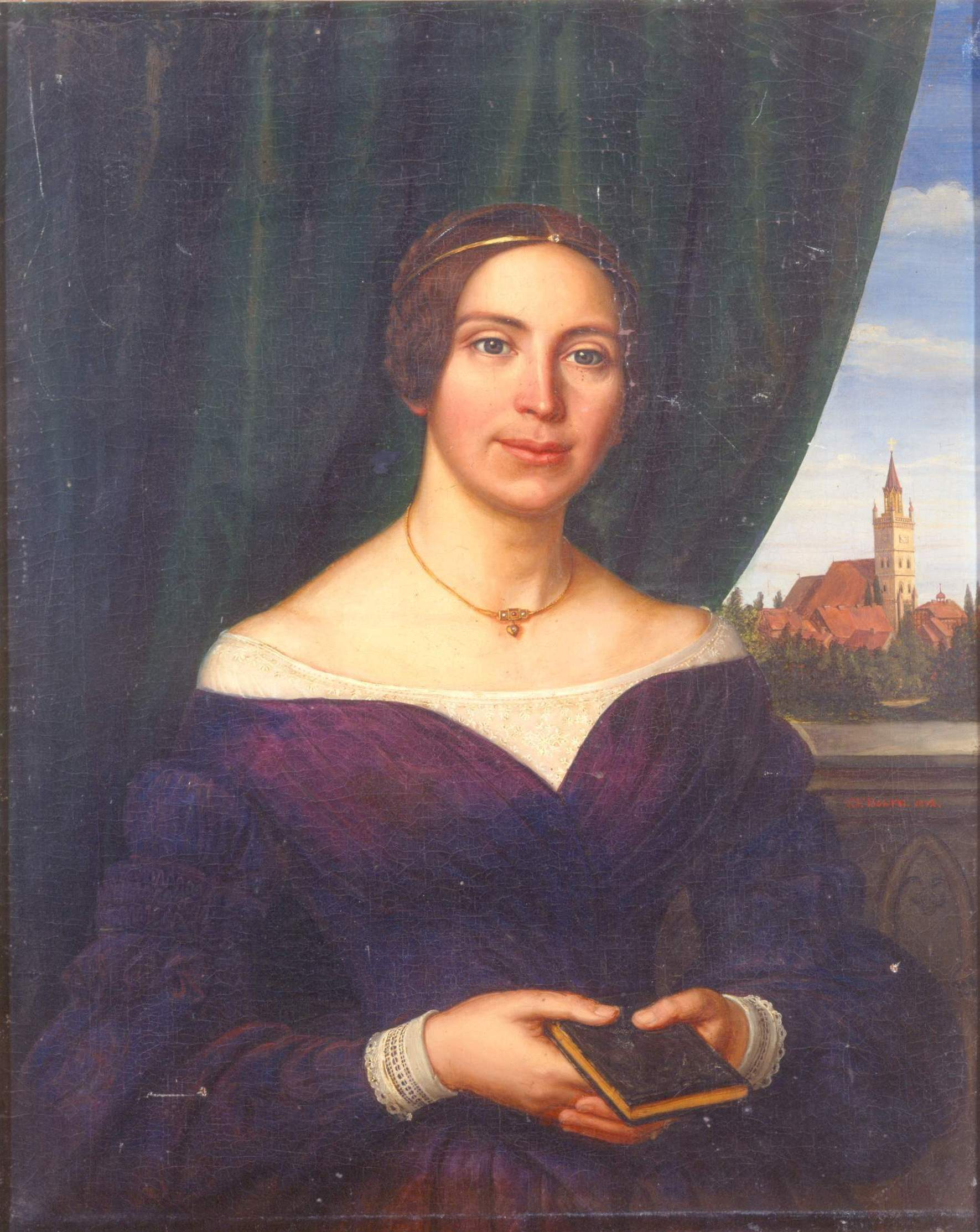
Mathilde von Lepel, geb. Rodbertus, Porträt von Georg Friedrich Bolte (1842), heute im Pommerschen Landesmuseum

Franz Heinrich Erich II. von Lepel (* 5. Juli 1803 in Berlin; † 1. Januar 1877 in Wieck) war ein preußischer Hauptmann, pommerscher Rittergutsbesitzer auf Wieck und Mitglied des Preußischen Herrenhauses.

## Leben

### Herkunft
Franz war Sohn des Friedrich Wilhelm von Lepel (1768–1825), eines preußischen Hauptmanns und Gutsbesitzers auf Wieck, und der Henriette Elisabeth Lanz (1780–1812).

### Werdegang
Franz wuchs nach dem Tod seiner Mutter, er war neun Jahre alt, bei seinem Onkel Idam von Lepel (1750–1834) auf dem Gnitz (Usedom) auf. Sein zweiter Onkel Franz Heinrich Erich I. von Lepel (1760–1811) war Gutsherr auf Wieck bei Gützkow in Schwedisch-Pommern. Dieser setzte ihn als Erben ein, da sein eigener Sohn als Kind verstarb. Franz war aber beim Tod des Onkels noch minderjährig, und so musste sein Vater vom Militärdienst in Berlin zurückgerufen werden, um bis zur Volljährigkeit seines Sohnes die Verwaltung des Gutes zu übernehmen. Franz trat dann 1821 als Einjährig-Freiwilliger bei der 2. Jägerabteilung in Greifswald seine Militärkarriere entsprechend der Familientradition an. 1822 kehrte er nach Wieck zurück, um seinen kränklichen Vater in der Gutsverwaltung zu unterstützen. Als sein Vater 1825 starb, musste er als 22-Jähriger seine Tätigkeit als Gutsherr antreten.
In der Militärkarriere kam er beim inaktiven Dienst im 3. Bataillon (Anklam) des 2. Landwehrregiments von 1825 bis 1848 bis zum Dienstgrad Hauptmann.
1826 heiratete er Mathilde Rodbertus aus einer angesehenen Juristenfamilie, deren Vater Johann Christoph Rodbertus nach seinem Justizdienst Gutsherr auf Beseritz in Mecklenburg-Strelitz war. Ihr Bruder war der Nationalökonom Karl Rodbertus.

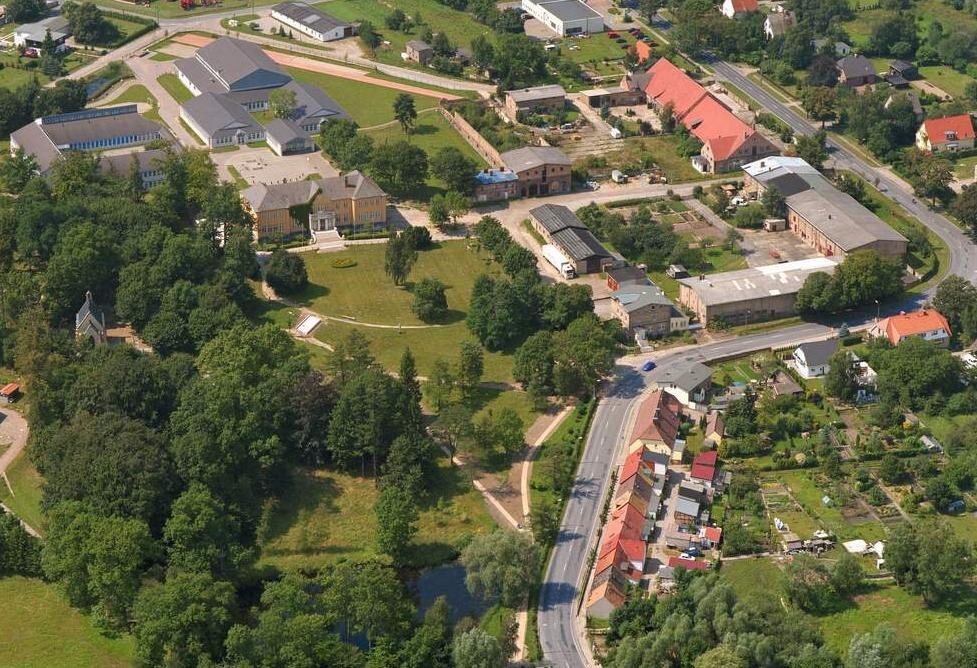
Gutsanlage von Wieck vor Gützkow

Begünstigt durch eine beträchtliche Erbschaft von seinem mütterlichen Großvater Lanz, sowie der Mitgift seiner Frau, aber auch seiner eigenen guten Wirtschaftsführung, konnte er alle Wirtschaftsgebäude des Wiecker Gutes neu bauen. Auch das Vorwerk in Richtung Breechen wurde errichtet, sowie der Schlossberg mit Mühle und Stauteich in Gützkow wurden aufgekauft, später kam noch die Gützkower Fähre hinzu. Von 1846 bis 1859 ließ er das Schloss Wieck modernisieren und renovieren.
1852 gründete er mit seiner Frau, dem Pastor Karl Balthasar (1784–1853) und dem Gützkower Wundarzt Krüger eine "Besserungs-Anstalt" für Mädchen.
1854 war der preußische König Friedrich Wilhelm IV. auf Wieck zu Besuch. Im gleichen Jahr wurde Franz von Lepel auf Präsentation des alten und des befestigten Grundbesitzes im Landschaftsbezirk Neuvorpommern und Rügen Mitglied des neugebildeten Preußischen Herrenhauses.
1859 beauftragte er den renommierten Berliner Architekten Richard Lucae mit dem Bau einer Begräbniskapelle, die noch im gleichen Jahr geweiht wurde. Er und seine Frau widmeten sich der strengen Linie des Pietismus und führten ab 1865 die Wiecker Pastoralkonferenzen durch.
Getrübt wurde sein Leben durch die schlechte Wirtschaftsführung seines Sohnes Wilhelm, der das Erbe seiner Mutter, das Gut Beseritz, nachdem der Bruder Karl seiner Mutter durch Erträge des Wiecker Gutes für die Hälfte des Erbes entschädigt wurde, trotz der väterlichen Hilfe in den Konkurs trieb.
Im Jahre 1860 trat Lepel dem Johanniterorden als Ehrenritter bei und wurde Mitglied der Provinzialgenossenschaft Pommern.
1873 gründete Franz für Wieck ein Fideikommiss und bestimmte in seinem Testament seinen Enkel Franz Bernhard (1851–1906) unter Ausschluss seines Sohnes Wilhelm zum Erben. Wilhelm war ja durch die Übergabe des Gutes Beseritz abgefunden. Franz Bernhard war der Sohn des Gnitzer Schriftstellers Bernhard von Lepel.

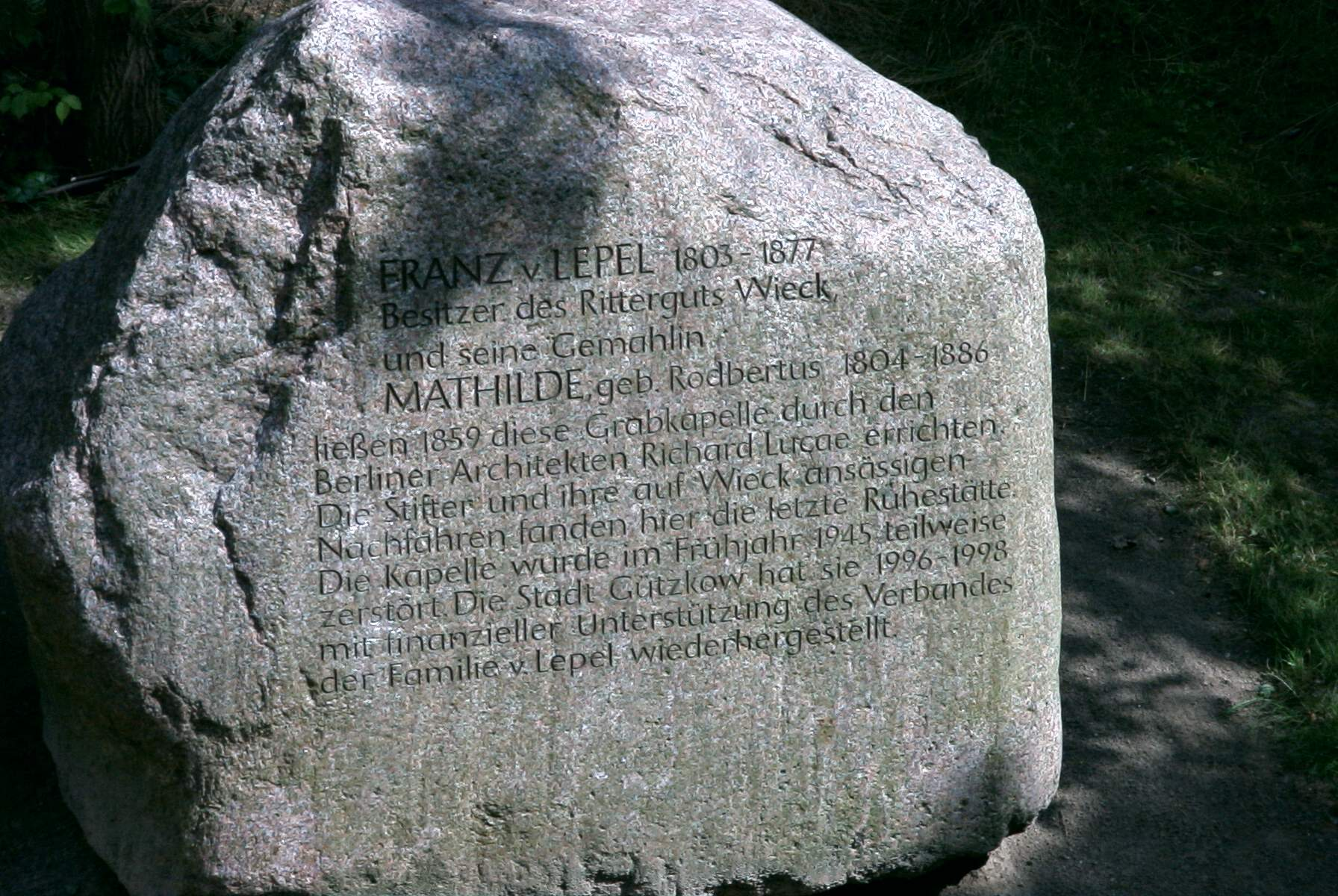
Gedenkstein für Familie von Lepel - Wieck

Franz Heinrich Erich II. von Lepel starb am 1. Januar 1877 und wurde in der von ihm erbauten Grabkapelle beigesetzt. Sein Sarg sowie die anderen seiner Familie wurden 1945 von den Soldaten der Roten Armee aufgebrochen und die sterblichen Überreste in ein Erdloch geschüttet. Die Besatzer brauchten die Eichen-Zink-Särge für die Rückführung ihrer gefallenen Offiziere in die Heimat. Auf dem unwürdigen Grab wurde 2000 ein großer Gedenkstein aufgerichtet.

### Familie
Er heiratete 1826 Johanna Mathilde Rodbertus (1804–1886). Das Paar hatte drei Kinder:
- Hedwig Eleonore Friederike (* 11. August 1827 in Wieck; † 26. Oktober 1893 in Wieck), ⚭ Bernhard von Lepel (1818–1885), ihr Cousin aus der Linie Gnitz
- Wilhelm Friedrich Karl (* 2. Mai 1829 in Wieck; † 22. Mai 1886 in Kroatien), Gutsherr auf Beseritz (1854 bis 1879 – Konkurs), ⚭ Helene Mathilde Therese Ida Gräfin von Schlippenbach (1835–1917)
- Hermine Johanna Luise (* 5. September 1830 in Wieck; † 17. März 1858 in Neustrelitz), ⚭ Carl Friedrich Georg Ludwig Ernst Alexander von Malschitzki (1814–1876), Großherzoglicher Kammerherr und Justizrat in Mecklenburg-Strelitz